# Свирский район
Сви́рский район (бел. Свірскі раён) — административно-территориальная единица в Белорусской ССР в 1940—1959 годах, входившая в Вилейскую, затем — в Молодечненскую область.
Свирский район с центром в деревне Свирь был образован в Вилейской области 15 января 1940 года, в октябре установлено деление на 15 сельсоветов. Площадь района составляла около 1300 км². С 20 сентября 1944 года — в Молодечненской области. 16 июля 1954 года и 3 апреля 1959 года пересматривалось деление района на сельсоветы. 25 апреля 1958 года райцентр деревня Свирь преобразована в городской посёлок, Свирский сельсовет был упразднён. 31 августа 1959 года район упразднён, его территория разделена между Мядельским, Островецким и Сморгонским районами. К Мядельскому району отошли Свирь и 3 сельсовета (Константиновский, Сырмежский, Шеметовский), к Островецкому — 2 сельсовета (Некрашунский и Спондовский), к Сморгонскому — 3 сельсовета (Вишневский, Лылойтинский, Сыроваткинский). В настоящее время Мядельский район относится к Минской области, Островецкий и Сморгонский районы — к Гродненской.

## Сельсоветы
1940—1954
- Вишневский;
- Выголенентский;
- Жукойненский;
- Кемелишовский;
- Клющанский;
- Константиновский;
- Коренятский;
- Костевичский;
- Куцковский;
- Нестанишковский;
- Рытенский;
- Свирский;
- Супронентский;
- Сырмежский;
- Шеметовский.

1954—1959
- Вишневский;
- Жукойненский;
- Кемелишовский;
- Клющанский;
- Константиновский;
- Коренятский;
- Лылойтинский;
- Свирский (до 1958);
- Спондовский;
- Сырмежский;
- Сыроваткинский;
- Шеметовский.

апрель-август 1959
- Вишневский;
- Константиновский;
- Лылойтинский;
- Некрашунский;
- Спондовский;
- Сырмежский;
- Сыроваткинский;
- Шеметовский.